# Eleonore von der Bretagne (1184–1241)
Eleonore von der Bretagne (englisch Eleanor of Brittany, auch bekannt als Fair Maid of Brittany, Damsel of Brittany, Pearl of Brittany oder Beauty of Brittany), (* um 1184; † 10. August 1241 in Bristol Castle oder Corfe Castle (Dorset)) war eine dem Haus Plantagenet entstammende englische Prinzessin. Aufgrund ihrer Thronansprüche wurde sie während der Regierungen von Johann Ohneland und Heinrich III. von 1202 bis zu ihrem Tod gefangen gehalten.

## Leben
Eleonore war die älteste Tochter des Herzogs Gottfried II. von der Bretagne und dessen Gattin Konstanze von der Bretagne. Sie hatte neben einer im Kleinkindalter verstorbenen jüngeren Schwester Mathilde auch einen jüngeren Bruder Arthur. Ihre Großeltern väterlicherseits waren König Heinrich II. von England und dessen Ehefrau Eleonore von Aquitanien.
Nach Gottfrieds Tod am 19. August 1186 brach ein Streit zwischen dem französischen König Philipp II. August und dem englischen König Heinrich II. um die Vormundschaft für die erst etwa zweijährige Eleonore aus. Die kleine Prinzessin wuchs zunächst in der Obhut ihres Onkels Richard Löwenherz und ihrer Großmutter Eleonore von Aquitanien auf. Als der im Juli 1189 zum neuen englischen König aufgestiegene Richard im Frühjahr 1190 u. a. seine Mutter zur Teilnahme an einem Konzil in Nonancourt herbeirief, wurde diese bei ihrer Anreise von mehreren adligen Mädchen, darunter auch Eleonore von der Bretagne, begleitet.
Während seiner Teilnahme am Dritten Kreuzzug bot Richard Löwenherz im Herbst 1191 seine Schwester Johanna als Gemahlin für Saladins Bruder al-Adil I. an, doch müsste für dieses Heiratsprojekt zuerst noch die Zustimmung Coelestins III. eingeholt werden. Im Fall der Ablehnung durch den Papst schlug der englische König ersatzweise seine Nichte Eleonore als Braut für al-Adil vor, wovon aber die muslimische Seite nichts wissen wollte. Aus den genannten Eheplänen wurde jedenfalls nichts.
Bei seiner Rückreise vom Kreuzzug geriet der englische König in die Gefangenschaft des österreichischen Herzogs Leopold V. In dessen am 14. Februar 1193 abgeschlossenem Vertrag zur Auslieferung Richards an Kaiser Heinrich VI. wurde u. a. gefordert, es müsse zu Richards Freilassungsbedingungen gehören, dass Eleonore von der Bretagne einen Sohn Leopolds V. zu heiraten habe. Baudouin de Béthune wurde mit Eleonore zur Realisierung dieser Ehe nach dem 12. Dezember 1194 nach Wien entsandt, erfuhr aber bei seinem Eintreffen in Österreich vom Ableben Leopolds V. († 31. Dezember 1194) und begab sich mit der jungen Prinzessin wieder heimwärts. In Begleitung von Richards Mutter kehrte Eleonore nach England zurück.
Im Sommer 1195 verhandelten der englische und französische König über eine Verheiratung Eleonores mit dem Dauphin Ludwig. Als Mitgift Eleonores sollte Richard Gisors, Neauphle, das Vexin normand, Vernon, Ivry und Pacy an Philipp August abtreten und 20.000 Silbermark zahlen; im Gegenzug wäre der französische König bereit gewesen, die Grafschaft Aumale, das Schloss Eu und andere von ihm besetzte Plätze zurückzuerstatten. Jedoch zerschlugen sich auch diese Heiratspläne.
Als Richard Löwenherz im April 1199 starb, lebte Eleonore bei ihrer Mutter und ihrem Bruder Arthur in Frankreich. Im Machtkampf zwischen Eleonores Bruder und Richards Bruder Johann Ohneland geriet Arthur während der Schlacht von Mirebeau (1. August 1202) in die Gefangenschaft Johanns. Es ist unbekannt, bei welcher Gelegenheit Eleonore in die Gewalt des englischen Königs kam; vielleicht wurde sie bei Mirebeau gemeinsam mit ihrem Bruder gefangen. Nach Arthurs Tod im April 1203 behielt Johann seine Nichte aus Angst vor deren nun auf sie übergegangenen Ansprüchen auf die Nachfolge im Angevinischen Reich und in der Bretagne weiterhin in Haft. Im Dezember 1203 nahm er sie von der Normandie nach England mit und ließ sie in verschiedenen Burgen einsperren. Vergebens forderte der französische König Anfang 1204 Eleonores Freilassung, damit sie seinen jüngeren Sohn heiraten könne. In diesem Jahr wurde sie in Corfe Castle in Dorset in Gewahrsam gehalten.
1208 versuchten die Bischöfe von Nantes, Vannes und Cornouaille ebenfalls erfolglos, Eleonores Freigabe zu erwirken. Im selben Jahr schrieb Eleonore auf Veranlassung Johanns ihren einzigen erhaltenen Brief; dieser war an den bretonischen Adel und Klerus adressiert. Darin  beschrieb sie ihr Leben in Gefangenschaft, bezeichnete sich als Herzogin von Bretagne sowie Gräfin von Richmond und bat die bretonischen Barone, sich für ihre Freilassung zu verwenden. Als der schottische König Wilhelm I. zwecks Aufrechterhaltung des Friedens zwischen England und Schottland 1209 seine Töchter Margarete und Isabella als Geiseln übersandte, wurden diese gemeinsam mit Eleonore in Corfe Castle eingesperrt. Anfang 1214 versuchte Johann, gestützt auf ein Bündnis mit Kaiser Otto IV., seine verlorenen Gebiete auf dem Kontinent militärisch zurückzugewinnen. Dabei nahm er Eleonore mit sich nach Poitou, um sie als Marionettenherzogin der Bretagne zu installieren, wobei sie ihre als bretonische Herzogin anerkannte Halbschwester Alix aus der zweiten Ehe ihrer Mutter mit Guido von Thouars verdrängen sollte. Doch gelang König Philipp II. August durch seinen Sieg in der Schlacht bei Bouvines (27. Juli 1214) ein entscheidender Erfolg. Johann kehrte im gleichen Jahr mit der weiterhin in seiner Gewalt befindlichen Eleonore wieder nach England zurück.
Auch als nach Johanns Tod dessen Sohn als Heinrich III. im Oktober 1216 den englischen Thron bestieg, verblieb Eleonore in Gefangenschaft, in der sie aber immerhin wie eine Prinzessin behandelt wurde. Zu ihren Aufenthaltsorten gehörten Gloucester, Marlborough und Bristol. Sie hatte ihren eigenen Haushalt und wurde öfters von lokalen Bailiffs und hochstehenden Bürgern besucht, um ihr Wohlergehen zu garantieren. Die unverheiratet gebliebene, bis zu ihrem Tod in Gewahrsam gehaltene Prinzessin verstarb im August 1241 im Alter von etwa 57 Jahren. Zuerst wurde sie in der St. James’ Church in Bristol beigesetzt; später wurden ihre sterblichen Überreste aber gemäß ihrem Wunsch auf Befehl Heinrichs III. in die Abtei von Amesbury überführt.
Nach einer in der Chronik von Lanercost präsentierten Legende hätte Heinrich III. aus Reue oder zur Legitimierung seiner Nachkommen seine Krone Eleonore kurz vor deren Tod übergeben, diese habe sie jedoch bereits nach drei Tagen Heinrichs jungem Sohn und Thronerben Eduard geschenkt.
Heinrich III. befahl der Abtei Amesbury im Jahr 1268, Arthur und Eleonore zusammen mit allen Königen und Königinnen zu ehren.